# Gaoth Dobhair
Gaoth Dobhair (AFI: [ɡˠi ˈd̪ˠoːɾʲ]; Gweedore in inglese, ma il toponimo irlandese è dal 2004 l'unico nome ufficiale) è un'area abitata situata nella costa nord-occidentale del Donegal, la contea più settentrionale d'Irlanda. La zona forma un'ampia gaeltacht, cioè un'area dominata dalla lingua irlandese. 
Nonostante sia spesso indicata come un singolo centro abitato, per la presenza al suo interno di un piccolo villaggio che porta lo stesso nome, Gaoth Dobhair è una comunità di vari abitati e diverse townland. Si estende per circa 20 km da Mín an Chladaigh (Meenaclady) a nord fino a Croithlí (Crolly) a sud, e per circa 13 km da Dún Lúiche (Dunlewey) a est fino a Machaire Chlochair (Magheraclogher) ad ovest, costituendo una delle aree rurali più densamente popolate d'Europa. Comprende i villaggi di An Bun Beag, Doiri Beaga, Dún Lúiche, Croithlí e Bun an Leaca ed è situata sotto l'iconica sagoma del monte più alto del Donegal, l'Errigal. Appartiene a Gaoth Dobhair l'isola di Gabhla, disabitata, ma ambita meta per arrampicatori.
È la più vasta parish di parlanti la lingua gaelica d'Irlanda, con una popolazione di circa 4 065 persone, oltre che sede degli studi regionali del Nord-ovest dell'emittente radiofonica RTÉ Raidió na Gaeltachta e del campus esterno dell'Università Nazionale d'Irlanda (Galway).
Gaoth Dobhair è considerata una roccaforte della cultura irlandese, in particolare delle antiche tradizioni irlandesi, di musica tradizionale e opere teatrali, sport gaelici. È centro di iniziative volte a tutelare la lingua gaelica, che svolge un ruolo di massima importanza nella vita degli abitanti. Questi fattori, uniti alla bellezza dei paesaggi e alla presenza di molte spiagge, hanno reso Gaoth Dobhair una frequentata destinazione turistica, in particolare tra i visitatori della vicina Irlanda del Nord. Gaoth Dobhair e i vicini distretti di Cloch Cheann Fhaola e Na Rosanna sono conosciuti nel loro insieme come "Le tre parrocchie" e formano una regione socioculturale distinta dal resto della contea, con Gaoth Dobhair che ha la funzione di centro principale per quel che riguarda la socializzazione e l'industria.

## Cultura
Caratteristica principale, e ormai piuttosto rara nell'ambito irlandese, è la diffusione del gaelico, che è la lingua più parlata nel distretto. Anche l'inglese è molto parlato, compreso e usato, soprattutto per conversare con turisti, studenti e stranieri. Ogni estate, infatti, analogamente alla vicina Árainn Mhór, centinaia di studenti provenienti da tutta l'Irlanda frequentano il Coláiste Cholmcille (Columcille College) con l'obiettivo di migliorare la conoscenza della lingua irlandese. Per queste caratteristiche, l'area costituisce una vasta ed importante gaeltacht, una delle più attive e influenti d'Irlanda. Famose ballate irlandesi, come Trasna na dTonnta e Báidín Fheilimí, sono originarie di questa zona.

## Economia
Negli anni Ottanta e  Novanta del Novecento Gaoth Dobhair ha conosciuto un notevole sviluppo industriale: vi erano fino a venti grandi aziende che producevano gomma, tappeti, attrezzature per esercizi fisici e agenti chimici per le pulizie. Ma dal 2001 la maggior parte di queste imprese ha chiuso a causa della concorrenza dell'Europa orientale. Sono stati persi circa quattromila posti di lavoro, con un grande impatto economico e sociale su Gaoth Dobhair e sulle zone circostanti.  
La fabbrica nella cittadina di Croithlí produceva bambole di porcellana fin dal 1939 sotto il nome di Crolly Dolls (bambole di Croithlí). 

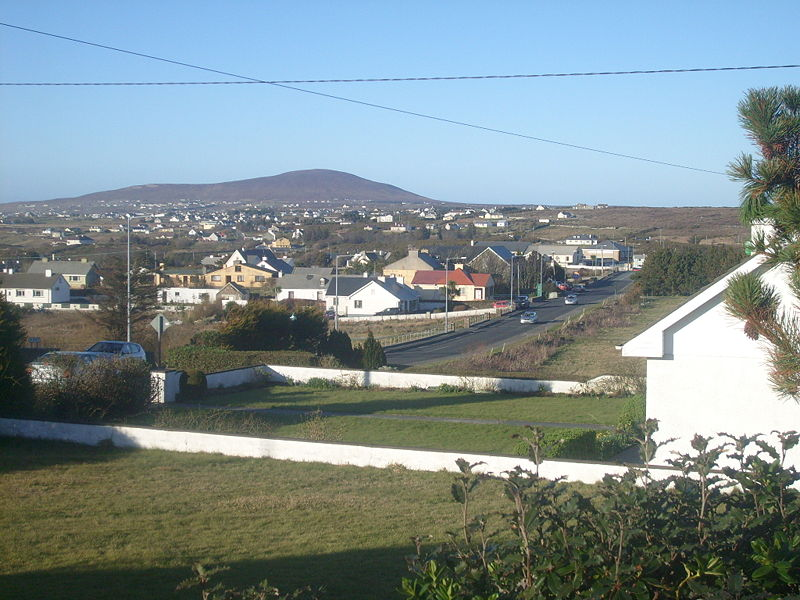
Na Doirí Beaga, Gaoth Dobhair.

Nel 2003 la proprietà è stata rinominata in Páirc Ghnó Ghaoth Dobhair (parco degli affari di Gaoth Dobhair) e il corpodi Gaeltacht, Udaras na Gealtachta ha iniziato una campagna per provare ad attrarre investimenti nella speranza di far rinascere l'economia locale. Una società scozzese vi aprì un call center, ma poi dovette chiudere. Fra le altre attività vi sono supermercati, minimarket, estetisti, parrucchieri, autorimesse, farmacisti, pub, caffè e sei affermati hotel: Ostan Gweedore, Seaview Hotel, Derrybeg Hotel, Teach Jack, An Chúirt Hotel e Foreland Heights.

## Caratteristiche fisiche
Gaoth Dobhair è rinomata per le sue caratteristiche uniche. Forse la più riconoscibile è il rilievo Errigal, la montagna più alta del Donegal, che getta l'ombra sul pittoresco lago di Dún Lúiche. Nei dintorni si trovano strette valli profonde, i laghi del Poisoned Glen, il Glenveagh National Park, il più grande parco nazionale in Irlanda, e il suo castello.
Un altro punto di riferimento è Bád Eddie (barca di Eddie), un relitto che giace sulla spiaggia di Machaire Chlochair dall'inizio degli anni Settanta, quando l'imbarcazione vi venne trascinata dal mare in tempesta. La linea costiera di Gaoth Dobhair consiste di lunghe spiagge sabbiose e scogliere appuntite. Lontano dalla costa di Gaoth Dobhair sono presenti molte piccole isole, tra cui Gabhla e Toraigh. All'orizzonte si staglia una serie di montagne, valli e paludi, le quali, combinate con il clima del luogo, hanno permesso alla località di rimanere relativamente isolata.

## Luoghi importanti

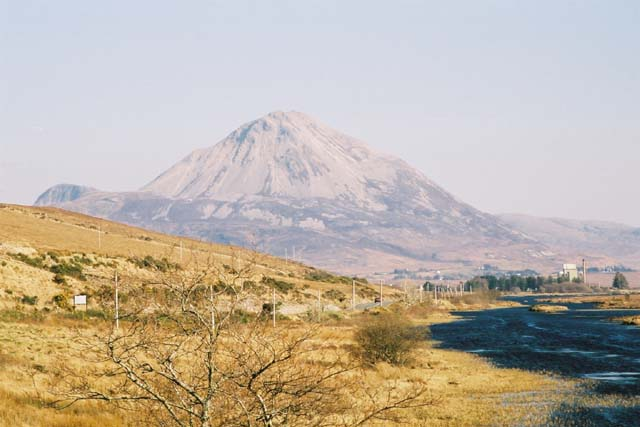
Errigal.

### Centri abitati
- An Bun Beag
- Doiri Beaga
- Dún Lúiche
- Croithlí
- Bun an Leaca

### Altre località
- Arduns (An tArd Donn)
- Ardnagappery (Ard na gCeapairí)
- Ballindrait (Baile an Droichid)
- Bloody Foreland (Cnoc Fola)
- Bunaninver (Bun an Inbhear)
- Carrick (An Charraic)
- Carrickataskin (Carraig an tSeascain)
- Cotteen (Coitín o An Choiteann)
- Curransport (Port Uí Chuireáin)
- Dore (Dobhar)
- Glassagh (Glaiseach o An Ghlaisigh)
- Glasserchoo (Glaisear Chú o Glas Dobhar Chú)
- Glentornan (Gleann Tornáin)
- Knockastolar (Cnoc an Stolaire)
- Lunniagh (Luinneach)
- Magheraclogher (Machaire Chlochair)
- Magheragallon o Magheragallen (Machaire Gathlán)
- Meenaclady (Mín an Chladaigh)
- Meenacuing (Mín na Cuinge)
- Meenaniller (Mín an Iolair)
- Middletown (Baile Lár)
- Sheskinbeg (Seascann Beag)
- Stranacorkra (Srath na Corcra)